# Kosmonauti Číny

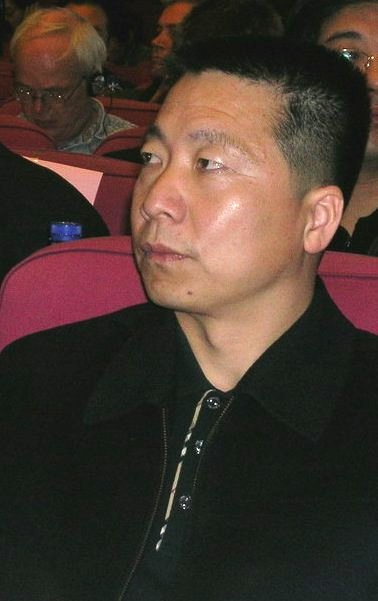
První čínský kosmonaut byl roku 2003 Jang Li-wej

Kosmonauti Číny jsou členové oddílu kosmonautů působících v Čínské lidové republice. První oddíl vznikl už roku 1971 ve vojenském letectvu ČLR, ale byl brzy rozpuštěn. Současný oddíl Čínské národní vesmírné agentury (CNSA) existuje od roku 1998. První čínský pilotovaný kosmický let proběhl v říjnu 2003, Čína se tak stala třetí zemí schopnou vyslat člověka do vesmíru.

## První fáze 1966–1972
Diskuze o pilotovaných letech začala v Číně na jaře 1966 v souvislosti s přípravou desetiletého plánu kosmických výzkumů. Tou dobou byli úspěšně vypuštěni dva psi. Program byl přijat v květnu 1966. Základním úkolem byla výroba návratové fotoprůzkumné družice. Pilotovaná kosmická loď Šu-kuang (Úsvit) měla být odvozenou verzí. Roku 1968 začaly práce na kosmické lodi, vznikl Výzkumný institut kosmického lékařství. V letech 1970–1971 proběhl výběr budoucích kosmonautů. V létě 1971 zahájilo činnost výcvikové středisko. V listopadu téhož roku devatenáct kosmonautů (z vybraných dvaceti, jeden odmítl účast v programu) zahájilo přípravu. S prvním letem se počítalo koncem roku 1973. Ale už v září 1971 Maův zástupce a ministr obrany Lin Piao ztratil politické pozice a na útěku z Číny zemřel. Vláda reagovala čistkou vedení armády, zatčeno bylo i vedení centra přípravy kosmonautů, poté byl program v květnu 1972 zrušen. Kosmonauti se vrátili k leteckým útvarům.

## Konec 70. let
Koncem sedmdesátých let byl pilotovaný kosmický program obnoven, v letech 1978–1980 se v čínském tisku objevovaly zprávy o přípravě kosmonautů. V prosinci 1980 bylo oznámeno zrušení programu.

## 80. léta
Během osmdesátých let dostala Čína nabídky na let čínských kosmonautů na amerických raketoplánech (1984) i sovětských Sojuzech (1986), čínská vláda návrhy odmítla.
V sovětském i čínském tisku se v letech 1986–1989 objevily zprávy o oddílu kosmonautů, o této etapě čínského pilotovaného kosmického programu existuje jen skrovně informací.

## Od roku 1992
Roku 1992 vláda rozhodla o obnovení programu pilotovaných kosmických letů. Začaly práce na kosmické lodi Šen-čou a od roku 1994 výběr kosmonautů z vojenských letců. V listopadu 1996 dva první kosmonauti (Wu Ťie a Li Čching-lung) zahájili přípravu v Hvězdném městečku v Rusku. V lednu 1998 byl zformována čtrnáctičlenná 1. skupina oddílu kosmonautů ze dvou navrátilců z Ruska a dvanácti finalistů výběru.
K prvnímu kosmickému letu čínského kosmonauta byl vybrán Jang Li-wej, náhradníkem byl Čaj Č’-kang, druhým náhradníkem Nie Chaj-šeng. Let lodi Šen-čou 5 proběhl 10. října 2003, trval necelý jeden den. Celkem deset členů skupiny se zapojilo alespoň do jednoho kosmického letu, přitom nejméně jeden z nich byl na palubě všech pilotovaných letů lodí Šen-čou kromě misí 14 a 17.
V červenci 2007, celý rok před třetím čínským pilotovaným letem Šen-čou 7, oznámil tehdejší zástupce ředitele centra přípravy kosmonautů Jang Li-wej zahájení příprav na nový nábor. Ten začal po misi Šen-čou 7 koncem roku 2008. Předběžný výběr proběhl do září 2009, mezi kandidáty zůstalo 30 mužů a 15 žen. V březnu 2010 bylo 7 z nich zařazeno do 2. skupiny, tvořící rezervu oddílu kosmonautů. Jejich jména vešla ve známost v prosinci 2011 – muži Čang Lu, Tchang Chung-po, Čchen Tung, Cchaj Sü-če a Jie Kuang-fu, ženy Wang Ja-pching a Liou Jang. První zástupce 2. skupiny se do vesmíru podíval při misi Šen-čou 9 v roce 2012 a od té doby její členové nechyběli u žádného letu. A posádka Šen-čou 14 byla dokonce sestavena jen z nich. Do vesmíru se alespoň jednou vypravil každý ze členů skupiny. 

## Od roku 2021 (program Tchien-kung)
V letech 2012, 2013 a 2016 proběhly lety lodí Šen-čou 9, 10 a 11 k malým vesmírným staniciím Tchien-kung 1 a Tchien-kung 2. V roce 2021 pak letem Šen-čou 12 začala etapa budování a provozování Vesmírné stanice Tchien-kung (TSS).
Čínský úřad pro pilotované vesmírné lety oznámil 1. října 2020, že byla vybrána 3. skupina čínských astronautů pro nadcházející mise na vesmírnou stanici. Osmnáct členů skupiny, z toho jedna žena, bylo rozděleno na tři skupiny – budoucí piloty kosmických lodí (7 lidí), letové inženýry (7) a specialisty pro užitečné zatížení misí (4). Vzešli z výběru, který začal v květnu 2018, zahrnoval tři kola testů a zúčastnilo se ho přibližně 2 500 uchazečů. První dva členové skupiny se dostali do posádky letu Šen-čou 16, přičemž specialista pro užitečné zatížení Kuej Chaj-čchao se stal historicky prvním čínským kosmonautem, který přišel mezi kosmonauty z akademické sféry, nikoli z armády. Také při všech dalších letech až do současné mise Šen-čou 20 byli na palubě dva členové 3. skupiny, celkem tak je prozatím známo 10 členů 3. skupiny.
Výběr 4. skupiny zahájila agentura CMSA počátkem října 2022. Stanovila si cíl vybrat 7 nebo 8 pilotů, 5 nebo 6 inženýrů, z nichž až dva by mířili na funkce operátorů užitečného zatížení, kteří se zabývají především obsluhou vědeckého vybavení. Na konci května 2023 CMSA oznámila, že do druhého kola výběru postoupilo více než 100 kandidátů a více než 10 lidí ze zvláštních administrativních oblastí Hongkong a Macao, které do předchozích výběrů kosmonautů nebyly zařazeny. Koncem října 2023 CMSA zveřejnila, že do závěrečné fáze postoupilo přes 20 kandidátů, a to i Z Hongkongu a Macaa.  V dubnu 2024 prohlásil manažer CMSA, že je výběr 4. skupiny před dokončením a v květnu 2024 média přinesla informaci, že do 4. skupiny byla jako vůbec první hongkongský kandidát na kosmonauta vybrána bývalá policistka Laj Kcha-Jing. CMSA pak 11. června vydala oficiální oznámení o ukončení výběru 4. skupiny kosmonautů, kterou tvoří 10 lidí včetně 2 odborníků na užitečné zatížení, po jednom z Hongkongu a Macaa. Jak je zvykem, čínská agentura neuvedla jména nových členů skupiny, zmínila pouze, že brzy zahájí komplexní a systematický výcvik v Čínském vědeckém výzkumném a výcvikovém středisku kosmonautů.

## Seznam čínských kosmonautů
Ze členů 3. skupiny vybrané v roce 2020 obsahuje seznam pouze ty, kteří již absolvovali nebo právě absolvují kosmický let; jména ostatních dosud nebyla zveřejněna. Zeleným podbarvením jsou vyznačeny pokračující lety.
| Jméno            | Narození Úmrtí    | Vstup do oddílu | Lety                                                              | Celkem ve vesmíru                                 | V oddílu do     |
| ---------------- | ----------------- | --------------- | ----------------------------------------------------------------- | ------------------------------------------------- | --------------- |
| Li Čching-lung   | srpen 1962        | 5. ledna 1998   | neletěl                                                           |                                                   | 13. března 2014 |
| Wu Ťie           | 26. října 1963    | 5. ledna 1998   | neletěl                                                           |                                                   | 13. března 2014 |
| Čaj Č’-kang      | 10. října 1966    | 5. ledna 1998   | Šen-čou 7, 2008 Šen-čou 13, 2021                                  | 185 dní, 6 hodin a 1 minuta                       | aktivní         |
| Čang Siao-kuang  | květen 1966       | 5. ledna 1998   | Šen-čou 10, 2013                                                  | 14 dní, 14 hodin a 29 minut                       | aktivní         |
| Čao Čchuan-tung  |                   | 5. ledna 1998   | neletěl                                                           |                                                   | 13. března 2014 |
| Čchen Čchüan     | 1963              | 5. ledna 1998   | neletěl                                                           |                                                   | 13. března 2014 |
| Fej Ťün-lung     | 5. května 1965    | 5. ledna 1998   | Šen-čou 6, 2005 Šen-čou 15, 2022                                  | 191 dní, 2 hodiny a 58 minut                      | aktivní         |
| Jang Li-wej      | 21. června 1965   | 5. ledna 1998   | Šen-čou 5,2003                                                    | 21 hodin a 23 minut                               | 2010            |
| Liou Po-ming     | 17. září 1966     | 5. ledna 1998   | Šen-čou 7, 2008 Šen-čou 12, 2021                                  | 95 dní, 0 hodin a 40 minut                        | aktivní         |
| Liou Wang        | 25. března 1969   | 5. ledna 1998   | Šen-čou 9, 2012                                                   | 12 dní, 15 hodin a 26 minut                       | aktivní         |
| Nie Chaj-šeng    | 13. října 1964    | 5. ledna 1998   | Šen-čou 6, 2005 Šen-čou 10, 2013 Šen-čou 12, 2021                 | 111 dní, 14 hodin a 14 minut                      | aktivní         |
| Pchan Čan-čchun  | 29. října 1966    | 5. ledna 1998   | neletěl                                                           |                                                   | 13. března 2014 |
| Teng Čching-ming | 12. února 1965    | 5. ledna 1998   | Šen-čou 15, 2022                                                  | 186 dní, 7 hodin a 25 minut                       | aktivní         |
| Ťing Chaj-pcheng | 24. října 1966    | 5. ledna 1998   | Šen-čou 7, 2008 Šen-čou 9, 2012 Šen-čou 11, 2016 Šen-čou 16, 2023 | 201 dní, 17 hodin a 2 minuty                      | aktivní         |
| Cchaj Sü-če      | květen 1976       | březen 2010     | Šen-čou 14, 2022 Šen-čou 19, 2024                                 | 364 dní, 18 hodin a 6 minut                       | aktivní         |
| Čang Lu          | listopad 1976     | březen 2010     | Šen-čou 15, 2022                                                  | 186 dní, 7 hodin a 25 minut                       | aktivní         |
| Čchen Tung       | 12. prosince 1978 | březen 2010     | Šen-čou 11, 2016 Šen-čou 14, 2022 Šen-čou 20, 2025                | 214 dní, 15 hodin a 54 minut + 3. let dosud 6 dní | aktivní         |
| Jie Kuang-fu     | září 1980         | březen 2010     | Šen-čou 13, 2021 Šen-čou 18, 2024                                 | 374 dní, 13 hodin a 58 minut                      | aktivní         |
| Tchang Chung-po  | říjen 1975        | březen 2010     | Šen-čou 12, 2021 Šen-čou 17, 2021                                 | 279 dní, 10 hodin a 44 minut                      | aktivní         |
| Liou Jang        | 6. října 1978     | březen 2010     | Šen-čou 9, 2012 Šen-čou 14, 2022                                  | 195 dní 0 hodin a 50 minut                        | aktivní         |
| Wang Ja-pching   | leden 1980        | březen 2010     | Šen-čou 10, 2013 Šen-čou 13, 2021                                 | 197 dní, 0 hodin a 2 minuty                       | aktivní         |
| Ču Jang-ču       | září 1986         | říjen 2020      | Šen-čou 16, 2023                                                  | 153 dní, 22 hodin a 40 minut                      | aktivní         |
| Kuej Chaj-čchao  | listopad 1986     | říjen 2020      | Šen-čou 16, 2023                                                  | 153 dní, 22 hodin a 40 minut                      | aktivní         |
| Tchang Šeng-ťie  | prosinec 1989     | říjen 2020      | Šen-čou 17, 2023                                                  | 187 dní, 6 hodin, 32 minut                        | aktivní         |
| Ťiang Sin-lin    | únor 1988         | říjen 2020      | Šen-čou 17, 2023                                                  | 187 dní, 6 hodin, 32 minut                        | aktivní         |
| Li Cchung        | říjen 1989        | říjen 2020      | Šen-čou 18, 2024                                                  | 192 dní, 4 hodiny a 25 minut                      | aktivní         |
| Li Kuang-su      | červenec 1987     | říjen 2020      | Šen-čou 18, 2024                                                  | 192 dní, 4 hodiny a 25 minut                      | aktivní         |
| Sung Ling-tung   | srpen 1990        | říjen 2020      | Šen-čou 19, 2024                                                  | 182 dní, 8 hodin, 41 minut                        | aktivní         |
| Wang Chao-ce     | březen 1990       | říjen 2020      | Šen-čou 19, 2024                                                  | 182 dní, 8 hodin, 41 minut                        | aktivní         |
| Čchen Čung-žuej  | říjen 1984        | říjen 2020      | Šen-čou 20, 2025                                                  | 1. let dosud 6 dní                                | aktivní         |
| Wang Ťie         | září 1989         | říjen 2020      | Šen-čou 20, 2025                                                  | 1. let dosud 6 dní                                | aktivní         |